# کارلوس باربوسا
کارلوس باربوسا (به پرتغالی: Carlos Barbosa) یک منطقهٔ مسکونی در برزیل است که در ریو گرانده جنوبی واقع شده‌است. کارلوس باربوسا ۳۰٬۲۴۱ نفر جمعیت دارد.